# Ady (Fußballspieler)
Ady (bürgerlich Adailton Pereira dos Santos; * 18. April 1973 in Caatiba, Brasilien) ist ein ehemaliger tunesischer Fußballspieler brasilianischer Herkunft. Für die tunesische Nationalmannschaft absolvierte er drei Länderspiele.
Ady spielte sieben Jahre in seiner Heimat Brasilien, ehe 2000 zu Espérance Tunis nach Tunesien wechselte. Für Espérance bestritt er über 100 Spiele und ließ sich 2002 einbürgern, worauf er in die Nationalmannschaft berufen wurde und zu drei Länderspieleinsätzen kam. 2003 wechselte er nach Libyen zu Al-Ahly Tripolis, ehe er 2005 nach Finnland wechselte. Für Turku PS absolvierte Ady in drei Veikkausliiga-Saisons 58 Spiele, in denen er 18 Tore erzielte, wechselte zur Saison 2008 allerdings in die Ykkönen zu JJK Jyväskylä. Nachdem er mit JJK in die höchste finnische Spielklasse aufgestiegen war, ging er zu Myllykosken Pallo -47, wo er 2010 seine Profi-Karriere beendete.